# ديريك بانش
ديريك بانش (بالإنجليزية: Derek Bunch)‏ هو لاعب كرة قدم أمريكية أمريكي، ولد في 28 أكتوبر 1961 في فورت سيل ‏ في الولايات المتحدة.

## وصلات خارجية
- ديريك بانش على موقع مرجع كرة القدم المحترفة.كوم (الإنجليزية)